# Aielli
Aielli là một đô thị ở tỉnh L'Aquila trong vùng Abruzzo của Italia. Đô thị này nằm ở trong đồng bằng của hồ Fucino trước đây ở Marsica.
Aielli được đề cập lần đầu với tên Ajelli vào năm 1280, tên này lấy tiếng Latin Agellum. Đô thị này bị trận động đất năm 1915 phá hủy.
Ở đây có tòa tháp thời Trung cổ, hiện có một đài quan sát thiên văn cho công chúng.